# Tipula (Schummelia) salakensis
Tipula (Schummelia) salakensis is een tweevleugelige uit de familie langpootmuggen (Tipulidae). De soort komt voor in het Oriëntaals gebied.